# Juraj Dovičovič
Juraj Dovičovič (* 27. května 1980, Nitra) je slovenský fotbalový záložník a bývalý reprezentant.

## Klubová kariéra
Mimo slovenských klubů FC Nitra, ZŤS Dubnica a MFK Ružomberok, působil ještě v ruském Lokomotivu Moskva, švédském Djurgårdens IF Fotboll a maďarském celku Zalaegerszegi TE. V roce 2009 odešel do rakouského celku SV Absdorf hrajícího nižší soutěž.

## Reprezentace

### A-mužstvo
V dresu slovenského reprezentačního A-mužstva se objevil ve dvou přátelských zápasech, 28. dubna 2004 v Kyjevě proti domácí Ukrajině (remíza 1:1) a poté v následujícím utkání 29. května 2004 v Rijece proti domácímu Chorvatsku (prohra Slovenska 0:1).